# 昆法奧省
7°29′N 3°15′W / 7.483°N 3.250°W

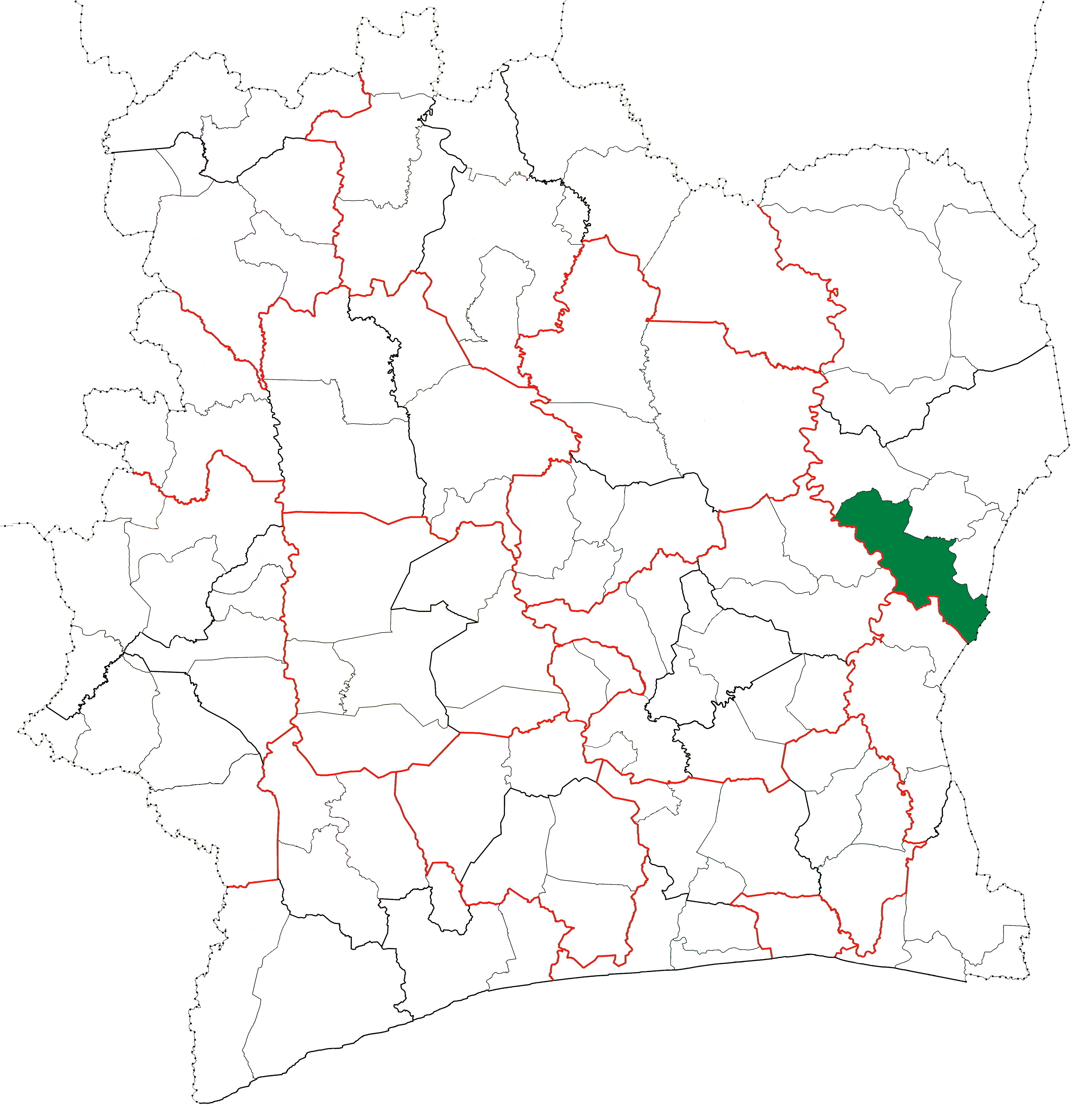

昆法奧省（Koun-Fao Department），是科特迪瓦的省份，位於該國東北部贊贊區，由貢圖戈大區負責管轄，北面是桑代蓋省，東北面是坦達省，成立於2005年，2014年人口116,230。